# Gambia ved OL
Gambia deltog første gang i olympiske lege under Sommer-OL 1984 i Los Angeles og har deltaget i samtlige efterfølgende sommerlege. De har aldrig deltagt i vinterlege. Gabon har aldrig vundet nogen medalje. 

## Medaljeoversigt
| Gambias medaljer under de olympiske sommerlege | Gambias medaljer under de olympiske sommerlege | Gambias medaljer under de olympiske sommerlege | Gambias medaljer under de olympiske sommerlege | Gambias medaljer under de olympiske sommerlege | Gambias medaljer under de olympiske sommerlege |
| ---------------------------------------------- | ---------------------------------------------- | ---------------------------------------------- | ---------------------------------------------- | ---------------------------------------------- | ---------------------------------------------- |
| Lege                                           | Guld                                           | Sølv                                           | Bronze                                         | Totalt                                         | Rang                                           |
| 1984 Los Angeles                               | 0                                              | 0                                              | 0                                              | 0                                              | –                                              |
| 1988 Seoul                                     | 0                                              | 0                                              | 0                                              | 0                                              | –                                              |
| 1992 Barcelona                                 | 0                                              | 0                                              | 0                                              | 0                                              | –                                              |
| 1996 Atlanta                                   | 0                                              | 0                                              | 0                                              | 0                                              | –                                              |
| 2000 Sydney                                    | 0                                              | 0                                              | 0                                              | 0                                              | –                                              |
| 2004 Athen                                     | 0                                              | 0                                              | 0                                              | 0                                              | –                                              |
| 2008 Beijing                                   | 0                                              | 0                                              | 0                                              | 0                                              | –                                              |
| 2012 London                                    | 0                                              | 0                                              | 0                                              | 0                                              | –                                              |
| 2016 Rio de Janeiro                            | 0                                              | 0                                              | 0                                              | 0                                              | –                                              |
| 2020 Tokyo                                     |                                                |                                                |                                                |                                                | –                                              |
| Totalt                                         | 0                                              | 0                                              | 0                                              | 0                                              |                                                |